# Bandcamp
Bandcamp és una botiga online de música i una plataforma de promoció per a artistes independents nascuda el setembre de 2008, que va guanyar atenció el juliol de 2010 quan Amanda Palmer va decidir deixar de banda les discogràfiques per començar a vendre discos a través de Bandcamp i promocionant-se amb Twitter.
L'èxit modest de Bandcamp es troba amb els artistes amb guanys més modestos. També té el reconeixement de tindre una gran varietat de música en el seu catàleg, incloent música de les escenes underground.
Uns investigadors consideren que Bandcamp i altres plataformes amb models de negoci similars són un factor que influeix en la reducció de la pirateria de la música.

## Història
Fou fundada el 2008 per Ethan Diamond i Shaun Grunberger. El seu competidor des d'aleshores és Myspace. El consultor Aram Sinnreich digué que solament viure dels pagaments per descàrrega no és un negoci segur. El 2010 va guanyar popularitat quan Amanda Palmer va utilitzar el servei com a artista i guanyà 15.000 dòlars americans en tres minuts.
Des de 2007 fins a març del 2015 diverses fonts (Revista Forbes, Billboard i FACTmag) anunciaren que mitjançant Bandcamp que els consumidors havien pagat uns 100 millions de dòllars americans als artistes. Des de desembre de 2014 podien entrar a la plataforma les cases discogràfiques, sent les primeres Fat Wreck Chords, Epitaph, Sub-Pop Records, ANTI- i Relapse Records.
A partir del 2012 obtingueren beneficis. Eixe mateix any optimitzaren el disseny de les pàgines web per a mòbil.
El 2013 afegiren funcionalitats socials com les pàgines d'usuari i permetre vore les col·leccions de música comprades per altres usuaris i seguir-los. També afegir la característica de la "llista de desitjats".
Des del 2014 a la revista digital Fact els autors Laurent Fintoni i Miles Bowe han publicat columnes mensualment sobre música descoberta a Bandcamp.
El 2015 hi hagué una estafa amb poc èxit per part d'un rus fent-se passar per Amazon. Bandcamp retirà la pàgina.
El setembre de 2015 van posar en marxa el servei de ser mecenes d'un artista, després d'anunciar-lo a finals de l'any passat.
Des de principis de 2016 el reproductor incrustat pogué ser més restringit, quant a la quantitat escoltable de música en aquests reproductors.
Des de l'estiu del 2016 tingué la secció Bandcamp Daily. En aquesta secció de la plataforma, uns treballadors experts en música comenten promocionant música.
El 2017 feren un comentari polític negatiu respecte la política d'immigració del govern dels Estats Units i realitzaren una donació amb tot el que guanyaren el 3 de febrer a l'American Civil Liberties Union. A la donació s'uniren altres artistes, com Grimes, Legend, Son Lux i Antonoff. També altres empreses feren una donació com Google i Lyft.
Durant les 24 hores del dia 4 d'agost de 2017 Bandcamp donà tot el que guanyà a una organització sense ànim de lucre que protegeix a les persones transgènere (Transgender Law Center) com a reacció a la prohibició feta per l'aleshores president dels Estats Units als transsexuals per a entrar a l'exèrcit. Més de 200 artistes amb perfil a Bandcamp van unir-se a la iniciativa.

## Model de negoci
El model de negoci de Bandcamp consisteix en el fet que l'artista o, des de desembre 2014, la casa discogràfica carrega les seues obres musicals sense cap cost a un microlloc web a la plataforma i des d'allí posa un preu sense intervenció de cap intermediari. Aleshores els consumidors escolten gratuïtament i sense límits la seua música i si volen descarregar-se-la (podent fer-ho en els formats: MP3, FLAC, AAC i Ogg Vorbis), paguen el preu determinat per l'artista, que pot ser fixat, triat pel consumidor i gratuït. Bandcamp rep el 15% d'allò que paga el consumidor excepte quan l'artista aconsegueix rebre 5000 dòlars americans en vendes acumulades, quan aleshores el percentatge d'allò que es queda la plataforma és un 10%. Abans d'agost del 2010 era un percentatge distint. Aquesta diferència és un incentiu perquè es promoguen.
L'artista que puja la música pot pagar 10 dòlars americans al mes per una millora del compte anomenada Bandcamp Pro. Aquest tipus de compte permet fer analítiques de la música, utilitzar servei de streaming privat i enviar codis de descompte.
Té un servei de micromecenatge.
El funcionament tecnològic darrere de Bandcamp és el següent: utilitzant el llenguatge de programació Ruby posaren en marxa el servei al núvol.
La música es pot cercar per etiquetes, país d'origen, gènere i discogràfica.
Bandcamp es diferència de iTunes perquè permet reproduir una cançó sencera i a més l'oferta inclou molts més artistes independents. També es diferència de la resta de plataformes d'streaming que permet als fans enviar als artistes un correu electrònic i un codi postal.
Per a promoure la música es permet incrustar el reproductor de Bandcamp a qualsevol lloc web. Inicialment no tenia cercador intern ni índexs.
També permet la venda de merxandatge i CDs de manera directa des de la plataforma.
L'investigador Kribs comparà Bandcamp amb les cases discogràfiques traient la conclusió de que Bandcamp no s'ocupa de la promoció i la gestió, deixant-ho per als propis músics.

## Aplicacions de mòbil
El servei de Bandcamp està disponible mitjançant aplicacions mòbil per a Android i iOS.
A PCMag l'editor Max Eddy considerà l'aplicació per a Android una bona aplicació puntuant-la amb un 3 sobre 5.
A l'aplicació d'iOS, Max Eddy de PCMag li posà un 2,5 de 5. A engadget la criticaren molt negativament perquè no permetia reproduir música que fóra la que ja estava comprada.